# Емилия фон Вюртемберг
Емилия фон Вюртемберг (на немски: Emilie von Württemberg; * 19 август, Мьомпелгард, Франция; † 4 април 1589, Зимерн) е принцеса от Вюртемберг и чрез женитба пфалцграфиня и херцогиня на Херцогство Зимерн.

## Живот
Дъщеря е на херцог Кристоф фон Вюртемберг (1515 – 1568) и съпругата му Анна Мария фон Бранденбург-Ансбах (1526 – 1589), дъщеря на маркграф Георг.
Емилия се омъжва на 29 май 1578 г. за пфалцграф и херцог Райхард фон Зимерн (1521 – 1598) от фамилията Вителсбахи. Тя е втората му съпруга. Бракът е бездетен.
Емилия умира на 38-годишна възраст. Погребана е в църквата „Св. Стефан“ в Зимерн.